# Mesure spectrale
En mathématiques, plus précisément en analyse fonctionnelle, une mesure spectrale est une application définie sur une tribu à valeurs dans l'espace des projections orthogonales d'un espace hilbertien et vérifiant des axiomes semblables à ceux qui définissent les mesures positives. Les mesures spectrales sont utilisées pour exprimer des résultats en théorie spectrale, tels que le théorème spectral pour les opérateurs auto-adjoints.
Les mesures spectrales ont des propriétés similaires aux mesures réelles positives.

## Définition formelle
Soit {\displaystyle (X,{\mathcal {A}})} un espace mesurable, c'est-à-dire un ensemble {\displaystyle X} muni d'une tribu {\displaystyle {\mathcal {A}}}. Une mesure spectrale, aussi appelée homorphisme spectral,  est une application {\displaystyle \varphi } définie sur l'algèbre {\displaystyle {\mathcal {M}}} des fonctions complexes mesurables bornées sur {\displaystyle X} ayant les propriétés suivantes :
1. {\displaystyle \varphi } est un morphisme involutif de l'algèbre {\displaystyle {\mathcal {M}}} dans l'algèbre involutive des opérateurs bornés dans un espace hilbertien {\displaystyle {\mathfrak {H}}}
2. Si {\displaystyle \xi \in {\mathfrak {H}}}, alors la fonction d'ensemble

{\displaystyle \nu (E)=\langle \varphi (E)\xi \mid \xi \rangle }
est une mesure à valeurs complexes.
- (en) Cet article est partiellement ou en totalité issu de l’article de Wikipédia en anglais intitulé « Projection-valued measure » (voir la liste des auteurs).